# Cambra de bombolles

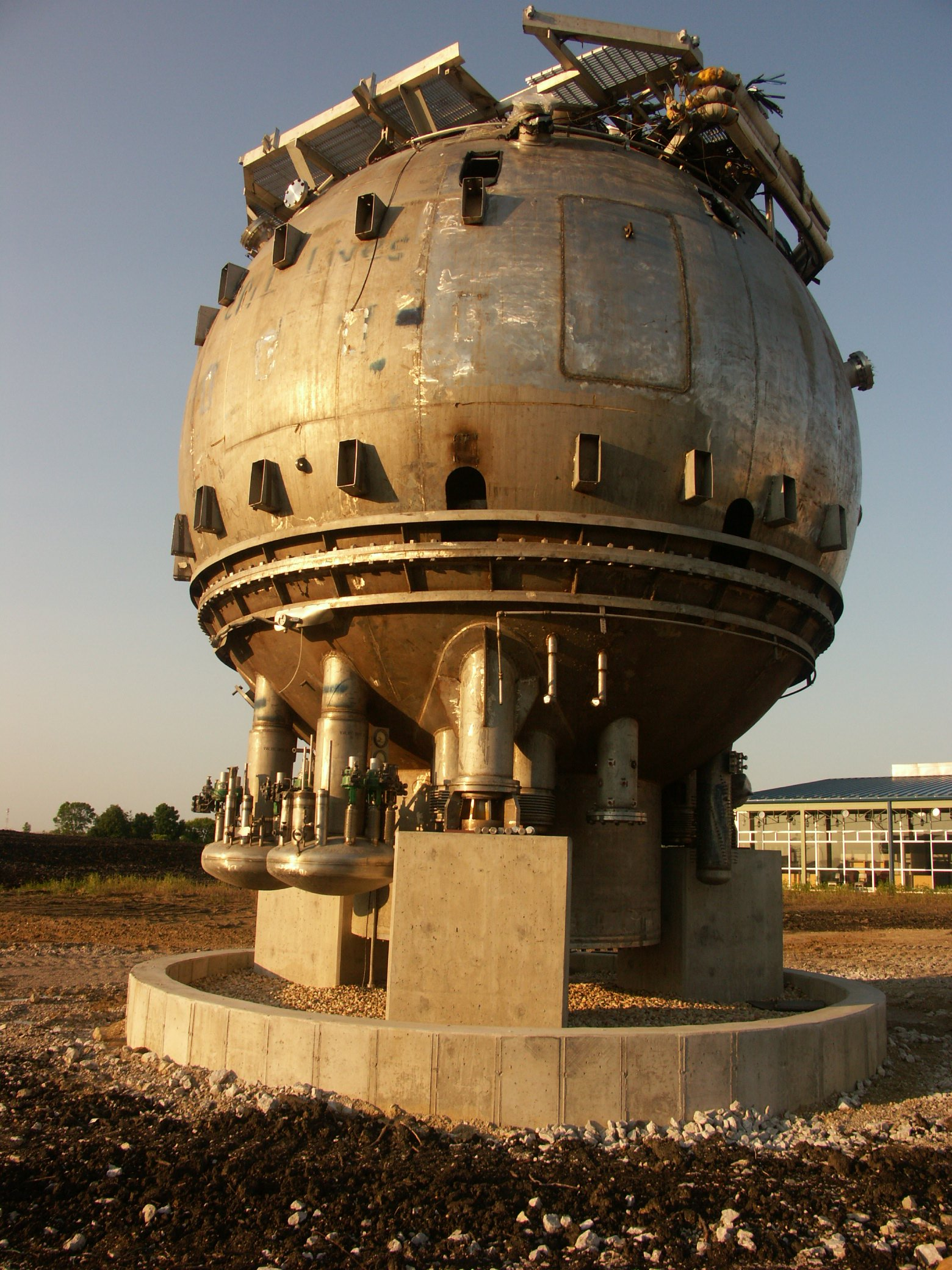
Antiga cambra de bombolles de 4,5m del laboratori Fermilab.

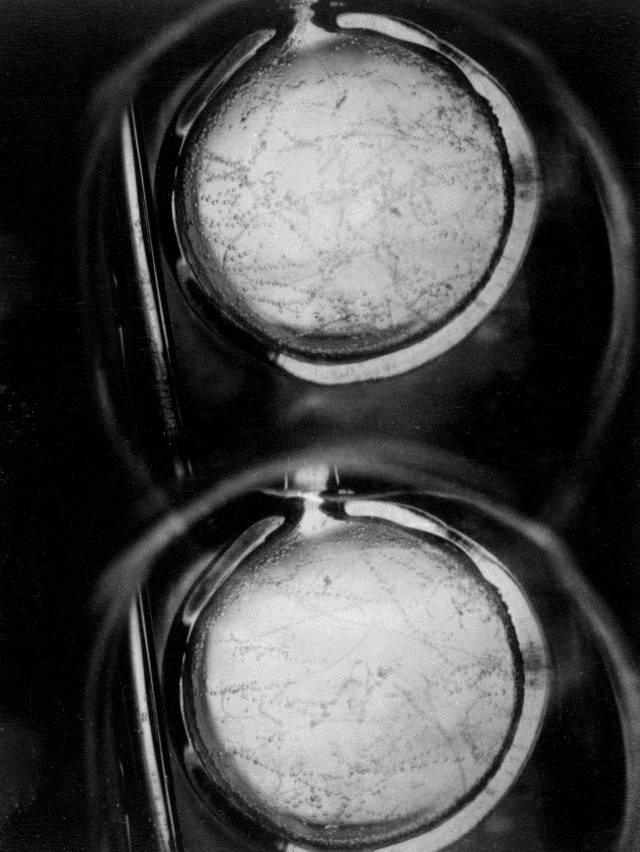
Les primeres deteccions observades dins la cambra de bombolles de John Wood el 1954. La cambra utilitzava hidrogen líquid i media uns 4cm.

Una cambra de bombolla és un recipient omplert amb un líquid superescalfat transparent (la majoria sovint hidrogen líquid) utilitzat per detectar partícules carregades elèctricament que es mouen a través d'ell. Va ser inventat el 1952 per Donald Arthur Glaser, raó per la qual se li atorgà el Premi Nobel de Física el 1960. Presumptament, Glaser es va inspirar en les bombolles d'una ampolla de cervesa; tanmateix, en una xerrada el 2006, va negar aquesta història, tot i que va admetre que mentre que la cervesa no va ser la inspiració per la cambra de bombolla, va fer experiments que utilitzaven cervesa com a líquid en els primers prototips.
Les cambres de boira funcionen amb els mateixos principis que les cambres de bombolles, però utilitzen vapor sobresaturat en comptes de líquid sobrescalfat. Les cambres de bombolla s'utilitzaven molt en el passat, ara la majoria han estat reemplaçades per cambres de fils i cambres d'espurna. Històricament, cambres de bombolles importants inclouen la Gran Cambra de Bombolles Europea (BEBC) i Gargamelle.

## Funció i ús

Una cambra de bombolles

La cambra de bombolla és similar a una cambra de boira, tant en l'aplicació com en el principi bàsic. Normalment es construeixen omplint un gran cilindre amb un líquid escalfat fins a sota el seu punt d'ebullició. Quan les partícules entren a la cambra, un pistó disminueix de cop la pressió de la cambra, i el líquid entra en un líquid superescalfat, una fase metaestable de la matèria. Les partícules carregades creen una via d'ionització, al voltant de la qual el líquid vaporitza, formant bombolles microscòpiques. La densitat de bombolles al voltant d'una via és proporcional a la pèrdua d'energia de la partícula.
Les bombolles formades creixen durant uns ms, i quan assoleixen un diàmetre de 1mm, es fa un fotografia. Es munten diverses càmeres al voltant de la cambra, permetent una imatge tridimensional de l'esdeveniment. S'han usat cambres de bombolles amb resolucions de fins a pocs μm.
La cambra sencera està sotmesa a un camp magnètic constant, el qual causa que les partícules viatgin en trajectòries helicoidals, el radi de la qual és determinat per la relació massa-càrrega i les velocitats. Com que la càrrega de les partícules subatòmiques conegudes amb vides llargues són iguals a la càrrega de l'electró, el radi de curvatura ha de ser proporcional a la quantitat de moviment. Per això, mesurant el seu radi de curvatura, podem determinar la quantitat de moviment d'una partícula.
Descobriments importants fets amb cambres de bombolles són la descoberta de la interacció de corrent neutral a Gargamelle el 1973, la qual va donar validesa a la teoria de la interacció electrofeble i va portar al descobriment dels bosons W i Zel 1983 (en els experiments UA1 i UA2). Recentment, cambres de bombolles han estat utilitzades en la recerca de WIMPs, a SIMPLE, COUPP, PICASSO i més recentment, PICO.

## Inconvenients
Tot i que cambres de bombolla van ser molt exitoses, són d'ús limitat en els experiments d'alta energia moderns, per una varietat de raons:
- La necessitat llegir les fotografies en comptes de registrar dades electròniques el fa menys convenient, especialment en experiments que han de ser reiniciats, repetits i analitzats moltes vegades.
- La fase de superescalfament ha de estar a punt al moment precís de col·lisió, el qual complica la detecció de partícules amb una vida curta.
- Les cambres de bombolles no són tampoc ni prou grans ni prou massives per analitzar col·lisions d'alta energia, on tots els productes haurien de ser continguts dins el detector.
- Les partícules d'energia alta poden tenir radis de curbatura massa grans per ser mesurats de forma exacta en una cambra relativament petita, dificultant així la mesura de la quantitat de moviment.

A causa d'aquests fets, les cambres de bombolles han estat reemplaçades,en gran part, per cambres de fils que permeten mesurar l'energia de la partícula alhora. Una altra tècnica alternativa és la cambra d'espurna.